# DVD Studio Pro
 (janvier 2023).
Si vous disposez d'ouvrages ou d'articles de référence ou si vous connaissez des sites web de qualité traitant du thème abordé ici, merci de compléter l'article en donnant les références utiles à sa vérifiabilité et en les liant à la section « Notes et références ».
DVD Studio Pro était une application professionnelle d'Apple qui permettait de créer le « master » d'un DVD. Ce « master » peut ensuite être envoyé aux maisons de production pour la duplication.
L'intégration de DVD Studio Pro avec les autres logiciels de la suite Final Cut Studio permet d'exporter directement les projets Final Cut Pro ou Motion vers le format DVD, sans passer par des formats intermédiaires, ce qui réduit la perte de qualité.

## Historique
Apple a acheté les technologies et les logiciels (dont DVDirector) de la société allemande Astarte GmbH en avril 2000, et, à l'aide des ingénieurs qui ont rejoint Apple selon les termes du rachat, a sorti en 2001 un nouveau logiciel portant le nom actuel « DVD Studio Pro ». Depuis lors, ce programme est devenu la référence professionnelle[réf. nécessaire] pour la création de DVD. Ses concurrents offrent des solutions beaucoup plus chères, donc moins attirantes.
En janvier 2006, Apple a arrêté de vendre le logiciel DVD Studio Pro seul. Le logiciel est maintenant[Quand ?] vendu uniquement avec la suite professionnelle Final Cut Studio. La mise à jour 4.0.3, sortie le même mois, respecte toutes les normes pour la création de HD-DVD 1.0.
En Juin 2011, Apple lance Final Cut Pro X, mettant fin à la vente de la suite Final Cut Studio, le logiciel DVD Studio Pro est définitivement abandonné.

## Haute définition
Depuis avril 2005, DVD Studio Pro 4 permet la création de contenu HD (haute définition). Théoriquement, il est possible de graver sur HD-DVD et sur DVD standard. Cependant, à ce jour,[Quand ?] aucun graveur ne permet la gravure sur HD-DVD. DVD Studio Pro ne permet pas à ce jour de créer des disques au format BluRay ou AVCHD.